# المرفق الأوروبي للإشعاع السنكروتروني
المرفق الأوروبي للإشعاع السنكروتروني (بالإنجليزية:  The European Synchrotron Radiation Facility)‏
(ESRF)
هو مرفق بحثي مشترك يقع في غرونوبل، فرنسا، ويدعمه 22 دولة (13 دولة عضو: فرنسا، ألمانيا، إيطاليا، المملكة المتحدة، إسبانيا، سويسرا، بلجيكا، هولندا، الدنمارك، فنلندا، النرويج، السويد، روسيا و9 دول منتسبة: (النمسا، البرتغال، إسرائيل، بولندا، جمهورية التشيك، المجر، سلوفاكيا، الهند وجنوب إفريقيا). 
يقوم حوالي 8000 عالم بزيارة مسرع الجسيمات هذا كل عام، حيث يقومون بإجراء ما يزيد عن 2000 تجربة وإنتاج حوالي 1800 ورقة علمية. 

## التاريخ
افتتح في أيلول 1994، وميزانيته السنوية تبلغ حوالي 100 مليون يورو، [3] يوظف أكثر من 630 شخصًا ويستضيف أكثر من 7000 من العلماء الزائرين كل عام.
في عام 2009، بدأ ESRF في أول تحسن كبير في قدراته. مع إنشاء القاعة التجريبية الجديدة فائقة الاستقرار التي تبلغ مساحتها 8000 متر مربع في عام 2015، أصبحت الأشعة السينية الخاصة بها أقوى 100 مرة، مع طاقة 100 مليار مرة من أجهزة التصوير الشعاعي في المستشفيات.
يجري التحسين الثاني للمنشآت المرصد بين عامي 2018 و2020 ويحسن مرة أخرى قوة الأشعة السينية الخاصة به بعامل 100 مرة أو 10000 مليار مرة أقوى من الأشعة السينية المستخدمة في المجال الطبي. ليصبح الجيل الأول من (السنكروترون عالي الطاقة) في العالم. 
تبدأ اختبارات الشعاع الإلكتروني الأولى في 30 يناير 2020.  يجب أن تعمل الآلة بكامل طاقتها في صيف 2020. 

## وصلات خارجية
- ESRF.eu
- Lightsources.org
- 24 hours at the X-ray factory by Richard Van Noorden on Nature